# 이범래 (정치인)
이범래(李泛來, 1959년 1월 26일 경상남도 고성군 - )는 대한민국의 제18대 한나라당 국회의원이다. 20대 총선에서는 분당갑 지역구에 예비후보로 등록하였으나 공천을 받지 못하였다.

## 학력
- 서울삼양초등학교 졸업
- 유한중학교 졸업
- ~ 1977년 우신고등학교 졸업
- ~ 1982년 서울대학교 법학 학사
- ~ 2007년 경희대학교 경영대학원 경영학 석사
- 건국대학교 행정대학원 행정학 박사과정

## 경력
- 1981년 제23회 사법시험 합격
- 1986년 육군 검찰관
- 1987년 윤군본부 군사법원 군판사
- 1988년 서울지방검찰청 검사
- 1991년 경제정의실현시민연합 중앙위원
- 1991년 도덕성 회복 국민 운동본부 자문위원
- 1991년 KAIST 공정거래연구센터 상임운영위원
- 1991년 법무법인 중앙 대표변호사
- 한나라당 권력비리대책특별위원회 위원
- 2008년 5월 ~ 2012년 2월 제18대 구로구 갑 한나라당 국회의원
- 대한태권도협회 부회장
- 대한올림픽위원회 위원
- 한나라당 원내부대표
- 2009년 법무법인 홍윤 변호사
- 2010년 6월 제18대 국회 정무위원회 위원
- 2011년 7월 한나라당 비서실장
- 2015년 ~ 법무법인 홍윤 변호사
- 2015년 (주)씨엘인터내셔널 감사
- 2021년 9월 ~ 2021년 11월: 국민의힘 윤석열 제20대 대통령 선거 예비후보 국민캠프 조직본부 조직지원본부 부본부장

## 역대 선거 결과
|  | 32.69% |

|  | 46.48% |

|  | 45.44% |